# 王明辉
王明辉（1962年—），云南罗平人。汉族。加入中国共产党。云南大学涉外经济专业毕业。

## 生平
曾任云南医药集团有限公司总经理，云南白药集团股份有限公司董事长、总裁。2017年4月，被免去云南白药控股有限公司总裁职务，不再保留省属国有企业领导人员身份和相关待遇。
2008年，当选第十一届全国人大代表。2013年，当选第十二届全国人民代表大会云南地区代表。
2024年5月，媒体披露王明辉已被纪委监委部门带走调查。